# Județul Mehedinți (interbelic)
Județul Mehedinți a fost o unitate administrativă de ordinul întâi din Regatul României, aflată în regiunea istorică Oltenia. Reședința județului era municipiul Turnu Severin.

## Întindere

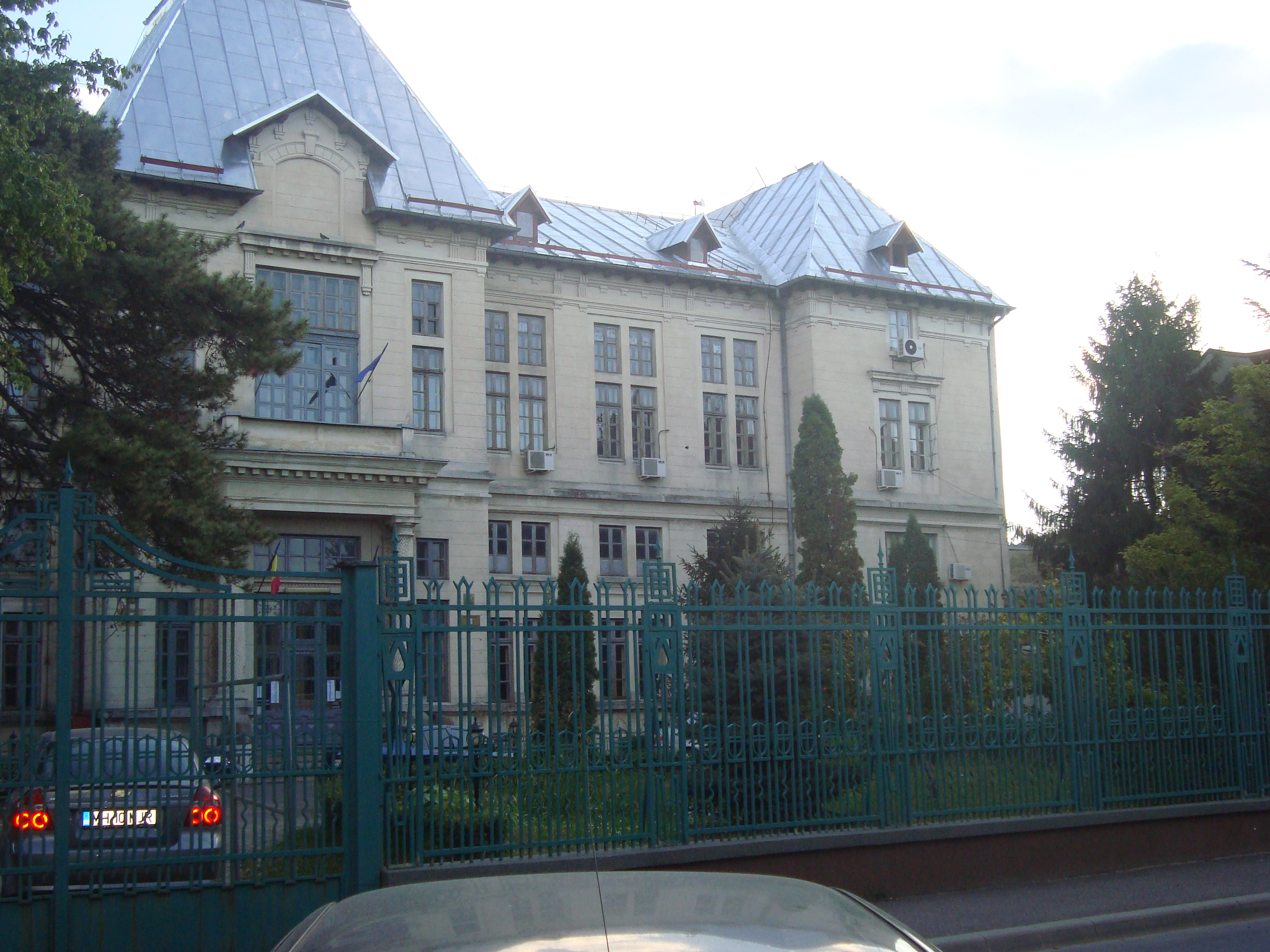
Clădirea Tribunalului județului Mehedinți din perioada interbelică. Clădirea-monument istoric a fost construită la începutul secolului al XX-lea și este situată pe Str. Carol I nr. 14 din Drobeta-Turnu Severin. În prezent, edificiul are aceeași destinație.

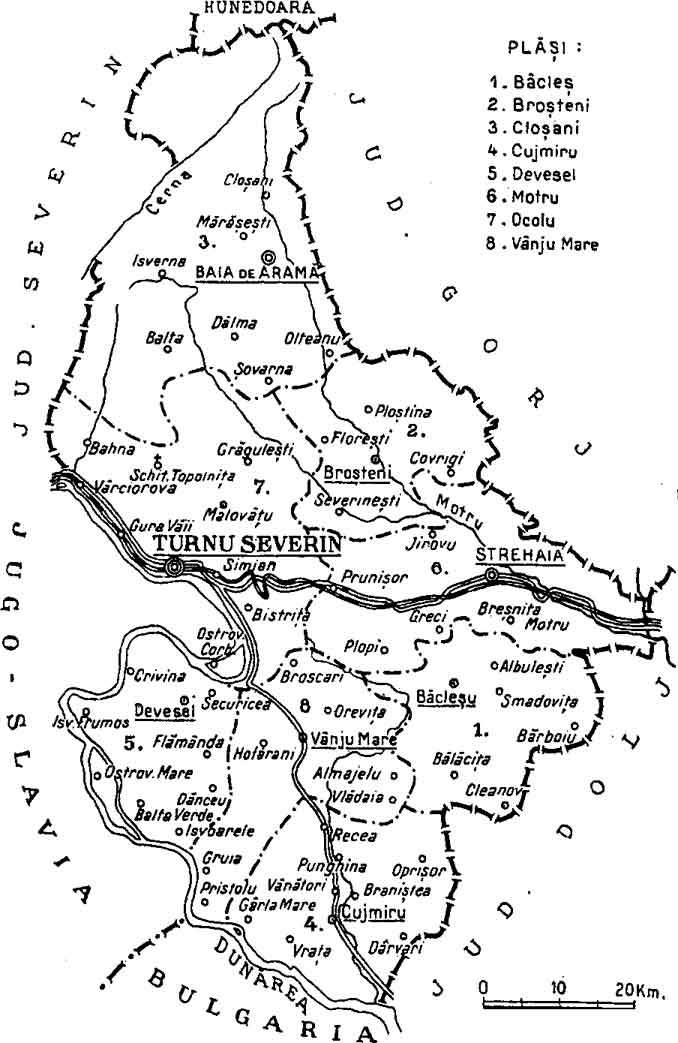
Harta județului, cu dispunerea și denumirea plășilor, în anul 1938.

Județul se afla în partea sud-vestică a României Mari, în vestul regiunii Oltenia. Actualmente, teritoriul lui cuprinde mare parte din actualul județ Mehedinți cu excepția părții nordice ce aparține de județul Gorj, în timp ce o mică parte din fostul județ Severin în care se găsea orașul Orșova face parte în prezent din Mehedinți. Se învecina la vest cu Iugoslavia, la nord-vest cu județul Severin, la nord cu județul Hunedoara, la est cu județele Gorj și Dolj, iar la sud Bulgaria.

## Organizare
Teritoriul județului era împărțit inițial în patru plăși:
1. Plasa Câmpul,
2. Plasa Cloșani,
3. Plasa Motru și
4. Plasa Ocolul.

Ulterior, plasa Câmpul a fost desființată și au fost înființate următoarele cinci plăși:
1. Plasa Bâcleș,
2. Plasa Broșteni,
3. Plasa Cujmiru,
4. Plasa Devesel și
5. Plasa Vânju Mare.

## Populație
Conform datelor recensământului din 1930 populația județului era de 303.878 de locuitori, din care: 98,7% români, 1,2% țigani, 0,3% germani ș.a. Din punct de vedere confesional au fost înregistrați 99,0% ortodocși, 0,5% romano-catolici, 0,2% mozaici ș.a.

### Mediul urban
Populația urbană a județului era alcătuită din 91,3% români, 2,5% germani, 1,3% țigani, 1,3% evrei, 1,1% sârbi și croați ș.a. Sub aspect confesional orășenimea era formată din 92,9% ortodocși, 4,3% romano-catolici, 1,5% mozaici, 0,4% greco-catolici, 0,4% lutherani ș.a.